# 尋屍犬

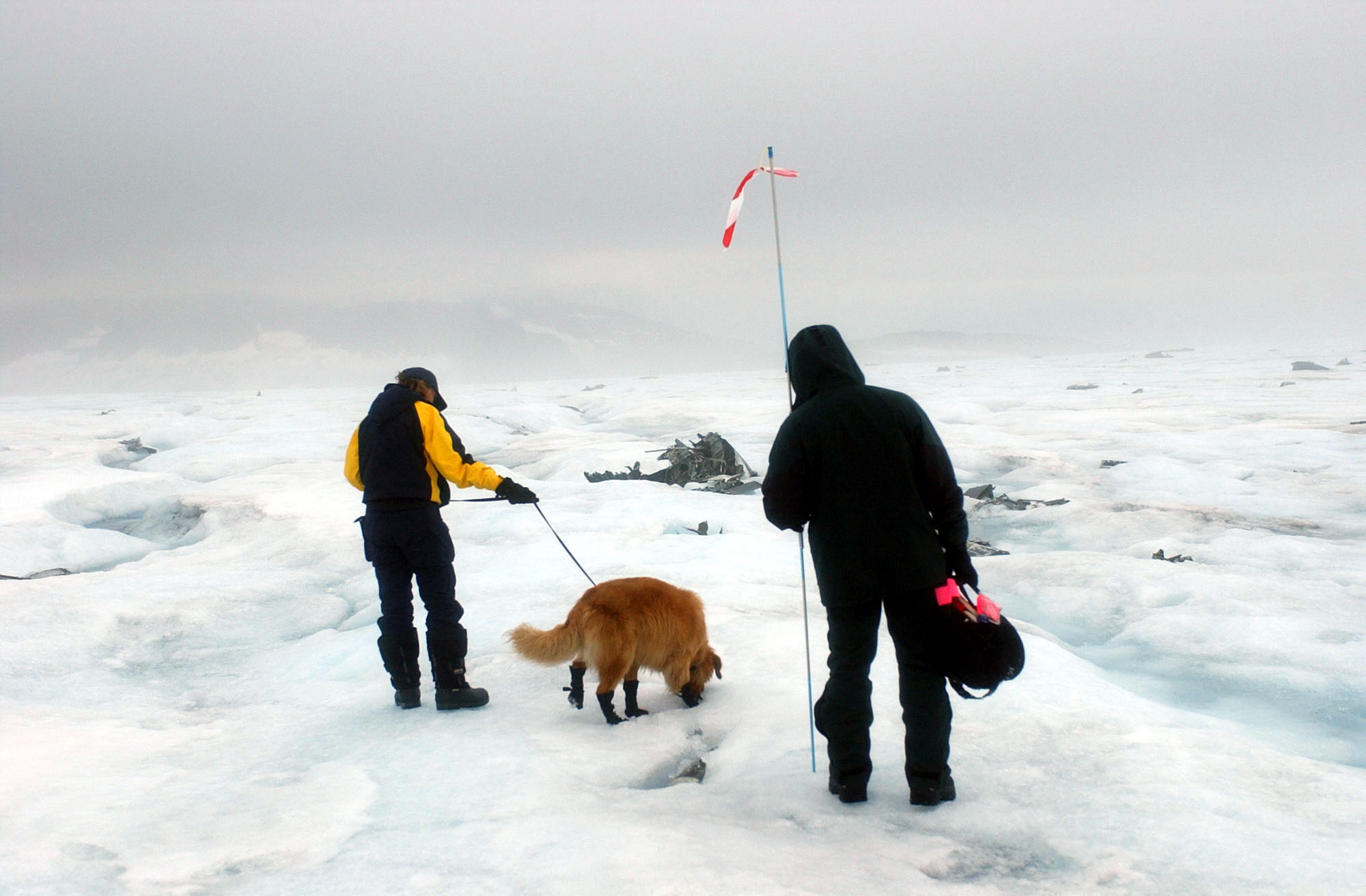
一隻尋屍犬在格陵蘭的飛機失事現場尋找罹難者遺體。

尋屍犬（英語：Cadaver dogs）是工作犬的一種，指經特殊訓練、能尋找人類屍體的犬隻。其任務包括尋找命案遇害者的遺體、尋找失蹤人士以及尋找災難現場的屍體和殘骸。
尋屍犬大多由德國牧羊犬和拉不拉多擔綱。一般而言，要成為尋屍犬的犬隻得在18個月大到2歲時接受訓練。